# Bilharz (cratera)
Bilharz é uma cratera lunar de impacto situada na parte oriental do Mare Fecunditatis. O nome homenageia o parasitologista Theodor Bilharz.